# Droga wojewódzka nr 684
Droga wojewódzka nr 684 (DW684) – ustanowiona 1 stycznia 2019 r. droga wojewódzka w województwie podlaskim, w powiatach bielskim i hajnowskim o długości 28 km. Łączy drogi krajowe  i  w Bielsku Podlaskim z drogą wojewódzką  w Narwi.